# Sphenotrochus auritus
Sphenotrochus auritus är en korallart som beskrevs av Pourtalès 1874. Sphenotrochus auritus ingår i släktet Sphenotrochus och familjen Turbinoliidae. Inga underarter finns listade i Catalogue of Life.